# Operacja Eagle’s Summit
Operacja Eagle’s Summit (pol. Szczyt Orła, paszto ‏Oqab Tsuka‎) – operacja wojskowa przeprowadzona w 2008 roku przez siły ISAF oraz afgańskich żołnierzy. Jej celem było bezpieczne przetransportowanie 220-tonowych turbin do zapory Kajaki w prowincji Helmand. Zakończona sukcesem, była jedną z największych operacji logistycznych prowadzonych przez British Army po II wojnie światowej. Nazwa operacji pochodzi od orła widniejącego na insygniach 16. Brygady Powietrznej.

## Zapora Kajaki
USAID rozpoczęło budowę elektrowni wodnej Kajaki w 1953 roku. Zapora miała na celu dostarczenie energii elektrycznej ludności w prowincjach Helmand i Kandahar. Według planów budowy zapora miała mieć trzy turbiny, lecz zdążono zainstalować tylko dwie. Po latach wojny domowej, w 2001 roku tylko jedna turbina nadawała się do pracy. W 2004 roku Stany Zjednoczone rozpoczęły prace naprawcze zapory. Jedna turbina została wyremontowana w 2005 roku, lecz przywrócenie pełnej mocy elektrowni było utrudnione ze względu na trudności w transporcie nowych turbin do Kajaki przez terytorium kontrolowane przez talibów. Transport turbin przerodził się więc w dużą operację wojskową.

## Konwój
Operację przez cztery miesiące przygotowywało 60 brytyjskich oficerów. Początkowo planowano, że konwój ruszy najkrótszą trasą, szosą nr 611. Jednak znaczna aktywność talibów wzdłuż drogi oraz obawy przed minami pozostałymi po radzieckiej obecności w Afganistanie wymusiły zmianę trasy. Nowy plan przewidywał podróż konwoju przewożącego turbiny przez pustynię, po trasie o nazwie kodowej „Harriet”, która została sprawdzona tydzień wcześniej przez komandosów. Brytyjczycy próbowali wynegocjować bezpieczne przejście dla konwoju, w niektórych przypadkach płacąc lokalnej starszyźnie, ale działania te nie przyniosły oczekiwanych rezultatów.
Wykonane w Chinach turbiny zostały dostarczone na lotnisko w Kandaharze w nocy 27 sierpnia i przez pierwszą część transportu były ochraniane przez oddziały kanadyjskie. Transport składał się z siedmiu oddzielnych ładunków o wadze około 30 ton, przewożonych na samochodach typu HET.
Konwój składał się ze 100 pojazdów, jadących w kolumnie o długości czterech kilometrów. W jego skład wchodziło 50 pojazdów Viking APC oraz samochody Szakal i Mastiff.
W ciągłym pogotowiu były śmigłowce, a wsparcie lotnicze zapewniały siły USA, Francji oraz Holandii.  Podczas całego transportu konwój mógł liczyć na pomoc wojsk inżynieryjnych.
W celu zabezpieczenia konwoju wzdłuż trasy zrzucono również na spadochronach żołnierzy z brytyjskiego regimentu powietrznodesantowego
W tym samym czasie konwój złożony z 30–40 duńskich pojazdów, eskortowany przez 1. batalion powietrznodesantowy, jechał szosą nr 611. Działania te miały zmylić talibów.
Podczas ostatniego odcinka trasy konwój musiał wjechać na szosę nr 611 i przejechać około 7 km przez terytorium, na którym działalność prowadziło 200 powstańców. Zadanie oczyszczenia tego rejonu otrzymało 388 żołnierzy armii afgańskiej oraz 42 żołnierzy brytyjskich. Po trzech dniach intensywnego bombardowania artyleryjskiego, w tym ostrzału rakietowego MLRS, oraz działania samolotów koalicji, droga została oczyszczona, umożliwiając dotarcie konwoju na miejsce 3 września o godz. 2.30 rano.
Pokonanie 180 kilometrów zajęło 5 dni. Konwój był atakowany wielokrotnie, jednak nie odniósł strat. Brytyjska artyleria zużyła podczas operacji 800 pocisków o kalibrze 105 milimetrów oraz 54 rakiety. Według armii brytyjskiej w czasie walk zginęło ponad 200 rebeliantów, brak jednak możliwości potwierdzenia tych danych.

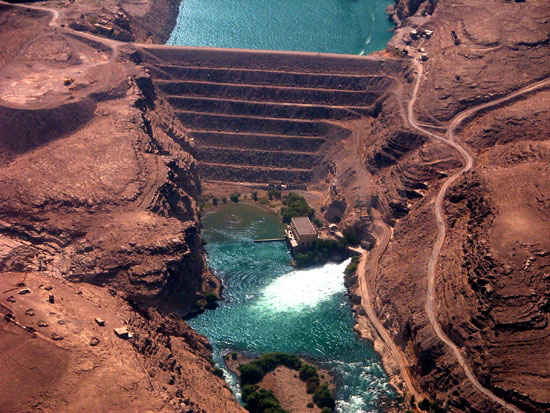
Zapora Kajaki

## Straty
Jeden brytyjski żołnierz został ranny w wypadku drogowym w Kajaki. Jeden kanadyjski żołnierz zginął, a kolejnych siedmiu zostało rannych, gdy ich pojazd najechał na fugasa w drodze powrotnej do bazy.
Operacja ta została oficjalnie uznana przez NATO jako znaczące zwycięstwo, mające się przyczynić do wygranej w „sercach i umysłach” Afgańczyków. Brygadier Carleton-Smith określił udaną operację jako „początek końca” walk w prowincji Helmand. Brytyjscy inżynierowie szacują, że instalowanie turbin oraz budowa odpowiedniej sieci dystrybucji energii potrwa kolejne dwa lata.